# London Overground
London Overground is een openbaarvervoersnetwerk van treinen ten behoeve van Transport for London (TfL) op een aantal spoorlijnen van National Rail in en rond Londen. Het kan vergeleken worden met de S-lijnen van NMBS. London Overground rijdt in opdracht van TfL. De exploitatie was sinds 2007 in handen van London Overground Rail Operations (LOROL), een joint venture van Arriva UK Trains (eigendom van Deutsche Bahn) en MTR Corporation. Met ingang van 13 november 2016 is Arriva Rail London de enige exploitant. De tarieven zijn volledig geïntegreerd met die van London Underground, de metro van TfL. De National Rail-tarieven zoals "BritRail" zijn niet van toepassing.

## Overzicht

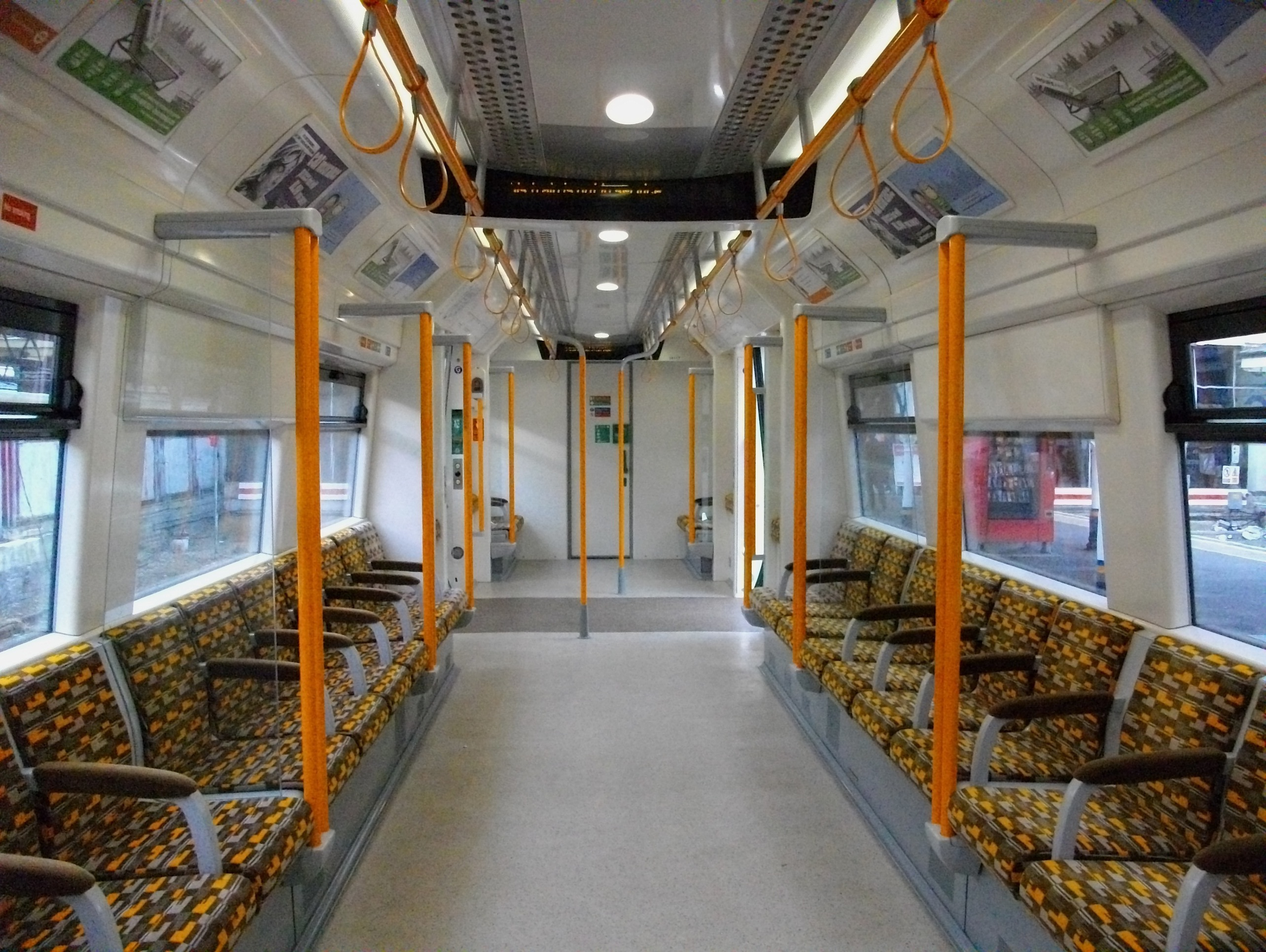
Interieur van een Class 378 met langsbanken

Het doel van de overnames en samenvoeging is het opzetten van een hoogwaardige vorm van spoorvervoer rondom de Britse hoofdstad, vergelijkbaar in kwaliteit met de S-Bahn in Berlijn, de RER in Parijs en de plannen voor een Gewestelijk ExpresNet in Brussel. Er zijn veel tangentiële spoorlijnen en een paar radiale lijnen die eindigen bij een kopstation aan de rand van het Londense stadscentrum. Er rijden meer treinen, die comfortabeler zijn dan de treinen van voor de samenvoeging. De stations zijn alle bemand en beter beveiligd, zodat reizen per spoor aantrekkelijker wordt.

### North London Line
Op 11 november 2007 nam London Overground de exploitatie van de North London Line over van Silverlink Metro. De diensten maken deel uit van het National Rail spoornet, maar worden door TfL gecontracteerd in plaats van door de centrale overheid. Een soortgelijke regeling is van toepassing op Merseyrail rond Liverpool.
Bij de overname hebben alle stations een grondige schoonmaakbeurt ondergaan en is de bewegwijzering vervangen. Op termijn worden alle stations opgeknapt en van definitieve nieuwe bewegwijzering voorzien. Vanaf de overname geldt de Oyster card, het gemeenschappelijke vervoerbewijs voor heel Groot-Londen, ook op dit spoornetwerk.

### East London Line

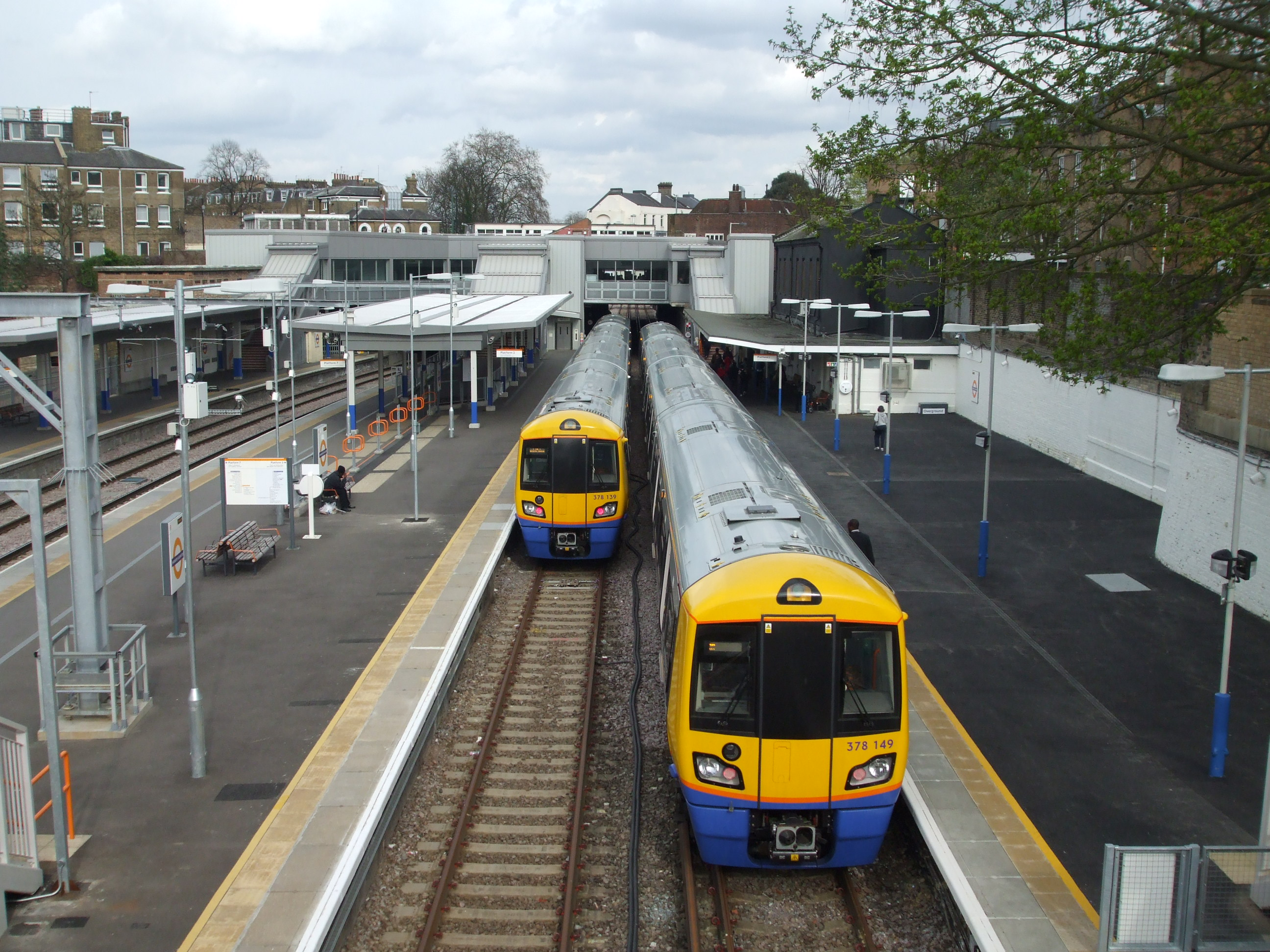
Treinen van de East London Line op station Highbury & Islington

Ook de East London Line, sinds 1933 onderdeel van London Underground, werd na de afronding van de eerste fase van de uitbreiding op 27 april 2010 deel van London Overground. De lijn werd in noordelijke richting verlengd naar het station Dalston Junction en op 28 februari 2011 naar het definitieve eindpunt Highbury & Islington. In zuidelijke richting werd de lijn verlengd naar de nieuwe eindstations Crystal Palace en West Croydon, door gebruik te maken van de bestaande Brighton Main Line.
Met de toevoeging van de East London Line heeft London Overground een aanzienlijke lengte aan tunnels gekregen, waaronder de historische Thames Tunnel, de oudste tunnel onder een bevaarbare waterweg ter wereld. Een bijzonderheid is dat bij Whitechapel de tunnel van de Overground doorloopt onder de tunnel van de Underground (District Line en Hammersmith & City Line).

### Veranderingen
Op 15 april 2009 zijn de perrons van de North London Line op station Stratford verplaatst naar een hoger niveau, zodat de oude perrons gebruikt konden worden voor de uitbreiding van de Docklands Light Railway naar Stratford International.
Op 27 september 2009 werd station Imperial Wharf geopend aan de West London Line, tussen West Brompton en Clapham Junction.
Op 9 december 2012 werd de spoorlijn Clapham Junction - Surrey Quays (de South London Line, in feite een zijtak van de East London Line) opgenomen in de Overground. Hiermee is de Overground-ringlijn rond Londen gesloten, al moet voor een rondrit worden overgestapt in Clapham Junction en Highbury & Islington.

### Uitbreidingen 2015
Op 31 mei 2015 werd het netwerk aanzienlijk uitgebreid. London Overground heeft van de Greater London Authority vergunning gekregen om een aantal Londense voorstadslijnen te exploiteren. Het gaat om lijnen die vertrekken van station London Liverpool Street en tot de Lea Valley Lines behoren: de Chingford Branch naar Chingford en de Enfield Town Branch via Seven Sisters naar Enfield Town met een aftakking via de Southbury Loop naar Cheshunt. Deze lijnen, eerder in handen van Abellio Greater Anglia, hebben van London Overground de benamingen Chingford Line en Seven Sisters Line gekregen.
Ook de korte lijn Romford - Upminster, een rit van 9 minuten, werd op 31 mei 2015 onderdeel van de concessie. Deze verbindt de District Line met de Elizabeth line, maar sluit niet aan op andere lijnen van het Overground-netwerk.
De spoorlijn Gospel Oak - Barking die al onderdeel was van London Overground, maar nog met dieseltreinstellen werd geëxploiteerd, is sinds 2019 geëlektrificeerd. Op 18 juli 2022 werd de lijn verlengd van Barking naar Barking Riverside. De rijksoverheid maakte hiervoor geld vrij binnen het 2014 United Kingdom budget. In Barking Riverside is een overstap op Thames Clippers watertransport van de Barking Riverside Pier.

### Nachttreinen
London Overground startte op 15 december 2017 met in de weekends nachttreinen op de East London Line tussen Dalston Junction en New Cross Gate. In februari 2018 werd de dienst uitgebreid tot Highbury & Islington.

## Plannen
- Op langere termijn bestaat een plan om het traject van Harrow & Wealdstone naar Watford Junction terug te geven aan de Bakerloo Line van London Underground, wat de Watford DC Line van Harrow & Wealdstone naar station London Euston overbodig zou maken. Met dit plan in strijd is de bestelling in 2015 van nieuw materieel speciaal voor deze lijn bij Bombardier. In 2016 werd bekend dat het plan een lage prioriteit had wegens de hoge kosten.
- Er is een voorstel om de door First Great Western met dieseltreinen gereden Greenford branch line van West Ealing naar Greenford over te dragen aan London Overground. De treinen zouden in West Ealing aansluiten op Crossrail en een hogere frequentie krijgen. Er is geen aansluiting op andere lijnen van het Overground-netwerk.
- Voorstellen om diverse voorstadslijnen over te nemen die nog tot National Rail behoren (vertrekkend vanuit de stations Victoria, Charing Cross, Cannon Street en London Bridge) en ze deel te laten uitmaken van een London Suburban Metro, werden op 21 januari 2016 gepresenteerd.[3]

## Exploitatie

### Exploitant
Net als bij de Docklands Light Railway worden de lijnen geëxploiteerd op grond van een contract met TfL door London Overground Rail Operations (LOROL), een 50/50 joint venture tussen MTR Corporation en Deutsche Bahn. Anders dan bij National Rail-contracten zijn de exploitanten niet verantwoordelijk voor het vaststellen van tarieven, aanschaffen van materieel of het bepalen van het niveau van de dienstregeling. Deze zaken worden vooraf bepaald door TfL. De exploitanten delen in het risico op het gebied van inkomsten, maar zijn ook verantwoordelijk voor het verkrijgen van de inkomsten door kaartverkoop.
De andere inschrijvers voor deze concessie waren Govia, National Express Group en NedRailways (Nederlandse Spoorwegen). In december 2006 werden Govia en MTR Laing geselecteerd op basis van hun ‘best and final offers’. Op 19 juni 2007 werd bekendgemaakt dat de opdracht gegund was aan MTR Laing, een 50/50 joint venture van MTR Corporation en Lang Rail. Het formele contract werd getekend op 2 juli 2007, de dienstregeling ving aan op 11 november 2007. Het contract heeft een looptijd van zeven jaar met een optionele verlenging van twee jaar. Sinds het 50% aandelenpakket van Lang Rail in handen is van Deutsche Bahn, draagt het bedrijf de naam LOROL.
Na een nieuwe aanbesteding in 2016 werd Arriva Rail London de enige exploitant op 13 november van dat jaar.

### Lijnen en stations
De volgende stations zijn sinds de uitbreidingen van 31 mei 2015 onderdeel van het London Overground-netwerk:
North London Line
Mildmay line
- Richmond
- Kew Gardens
- Gunnersbury
- South Acton
- Acton Central
- Willesden Junction
- Kensal Rise
- Brondesbury Park
- Brondesbury
- West Hampstead
- Finchley Road & Frognal
- Hampstead Heath
- Gospel Oak
- Kentish Town West
- Camden Road
- Caledonian Road & Barnsbury
- Highbury & Islington
- Canonbury
- Dalston Kingsland
- Hackney Central
- Homerton
- Hackney Wick
- Stratford

West London Line
Mildmay line
- Clapham Junction
- Imperial Wharf
- West Brompton
- Kensington (Olympia)
- Shepherd's Bush
- Willesden Junction

Gaat via North London Line naar Stratford
Watford DC Line
Lioness line
- Euston
- South Hampstead
- Kilburn High Road
- Queen's Park
- Kensal Green
- Willesden Junction
- Harlesden
- Stonebridge Park
- Wembley Central
- North Wembley
- South Kenton
- Kenton
- Harrow & Wealdstone
- Headstone Lane
- Hatch End
- Carpenders Park
- Bushey
- Watford High Street
- Watford Junction

Gospel Oak to Barking Line
Suffragette line
- Gospel Oak
- Upper Holloway
- Crouch Hill
- Harringay Green Lanes
- South Tottenham
- Blackhorse Road
- Walthamstow Queens Road
- Leyton Midland Road
- Leytonstone High Road
- Wanstead Park
- Woodgrange Park
- Barking
- Barking Riverside

East London Line
Windrush line
- Highbury & Islington
- Canonbury
- Dalston Junction
- Haggerston
- Hoxton
- Shoreditch High Street
- Whitechapel
- Shadwell
- Wapping
- Rotherhithe
- Canada Water
- Surrey Quays
  - New Cross (zijtak)
- New Cross Gate
- Brockley
- Honor Oak Park
- Forest Hill
- Sydenham
  - Crystal Palace (zijtak)
- Penge West
- Anerley
- Norwood Junction
- West Croydon

South London Line
Windrush line
Komt via East London Line van Highbury & Islington
- Surrey Quays
- (New Bermondsey gepland)[7]
- Queen's Road Peckham
- Peckham Rye
- Denmark Hill
- Clapham High Street
- Wandsworth Road
  - Battersea Park (zijtak met beperkte dienst)[8]
- Clapham Junction

Lea Valley Lines en Seven Sisters Line
Weaver line
- Liverpool Street
- Bethnal Green
- Cambridge Heath
- London Fields
- Hackney Downs
- Rectory Road
- Stoke Newington
- Stamford Hill
- Seven Sisters
- Bruce Grove
- White Hart Lane
- Silver Street
- Edmonton Green
  - Bush Hill Park (zijtak)
  - Enfield Town (zijtak)
- Southbury
- Turkey Street
- Theobalds Grove
- Cheshunt

Lea Valley Lines en Chingford Line
Weaver line
- Liverpool Street
- Bethnal Green
- Hackney Downs
- Clapton
- St James Street
- Walthamstow Central
- Wood Street
- Highams Park
- Chingford

Romford–Upminster Line
Liberty line
- Romford
- Emerson Park
- Upminster

### Dienstuitvoering mei 2020

Het netwerk voorgesteld als een cirkel.

| Lijnen                                       | Frequentie per uur (maandag t.m. vrijdag overdag) |
| -------------------------------------------- | --- |
| East London Line inclusief South London Line | 4× Dalston Junction - West Croydon 4× Highbury & Islington - Crystal Palace 4× Dalston Junction - New Cross 4× Highbury & Islington - Clapham Junction |
| North London Line inclusief West London Line | 5× Richmond - Stratford 5× Clapham Junction - Stratford                                                                                                |
| Watford DC Line                              | 4× London Euston - Watford Junction |
| Gospel Oak to Barking Line                   | 4× Gospel Oak - Barking |
| Seven Sisters Line (Lea Valley Lines)        | 2× (spits 4x) London Liverpool Street - Enfield Town 2× London Liverpool Street - Cheshunt                                                             |
| Chingford Line (Lea Valley Lines)            | 4× London Liverpool Street - Chingford |
| Romford to Upminster Line                    | 2× Romford - Upminster ('s avonds en 's zondags geen dienst)                                                                                           |

### Naamswijziging lijnen in 2024

Netwerkkaart met nieuwe namen

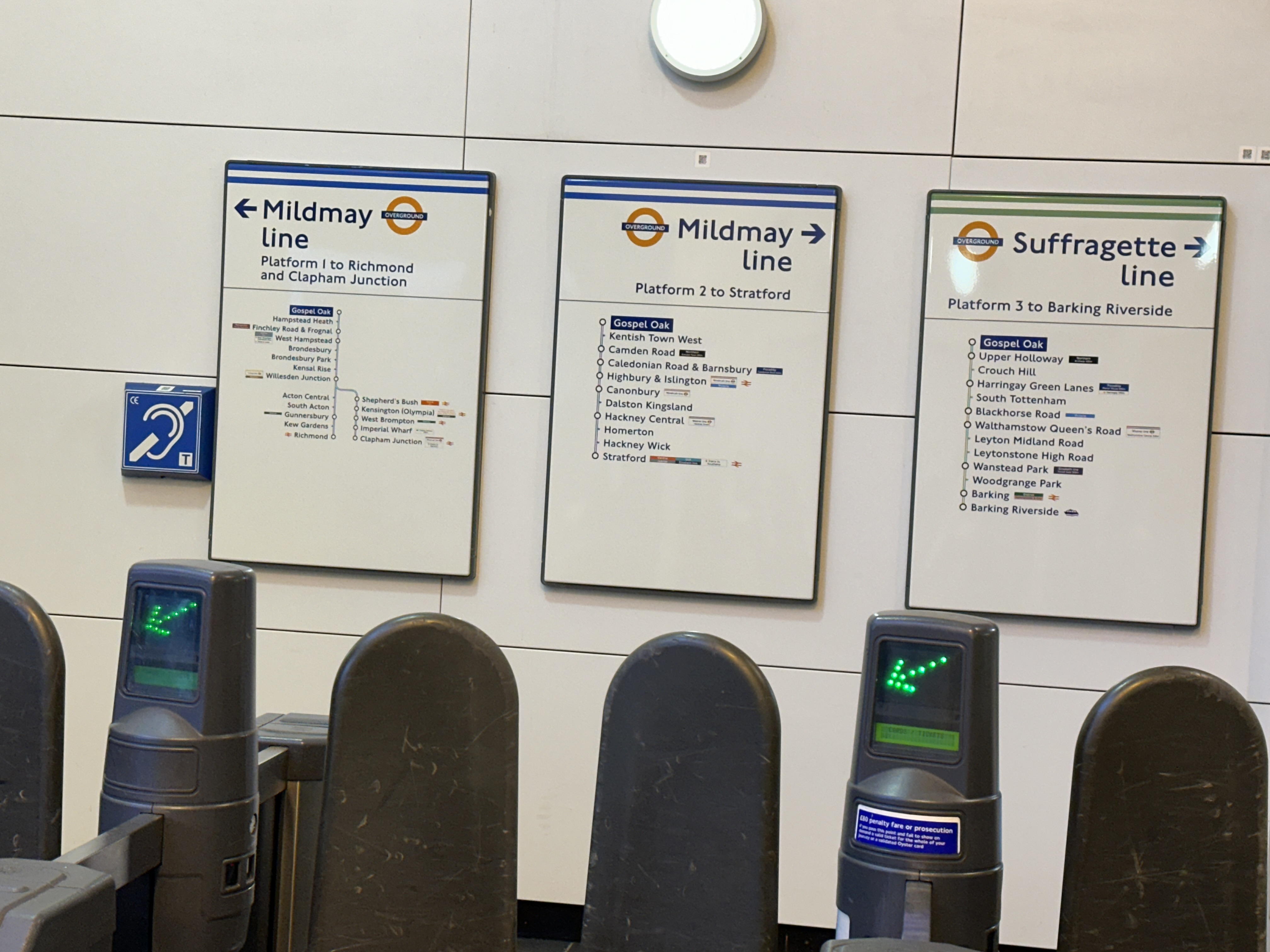
Aanduiding namen in station Gospel Oak, 27 november 2024

In februari 2024 werd aangekondigd dat de diverse lijnen een meer kenmerkende naam zouden krijgen. In november 2024 werden deze namen officieel ingevoerd.
De gekozen namen zijn als volgt:
- Liberty line (voorheen Romford-Upminster Line): verwijst naar de vroegere onafhankelijkheid van het gebied, dat pas in 1965 onderdeel werd van Londen.
- Lioness line (voorheen Watford DC Line): verwijst naar de prestaties van het Britse vrouwenvoetbalteam (passeert Wembley Park, het station van Wembley Stadium).
- Mildmay line (voorheen North London Line en West London Line): verwijst naar het Mildmay Mission Hospital dat in de nabijheid van de route ligt.
- Weaver line (voorheen Seven Sisters Line en Chingford Line, samen ook wel Lea Valley Lines genoemd): verwijst naar de textielindustrie die op diverse locaties aan of nabij de route, in diverse tijdperken, werd beoefend door met name migranten.
- Windrush line (voorheen East London Line en South London Line): verwijst naar immigranten vanuit het Caribisch gebied naar het Verenigd Koninkrijk, waarvan de eerste groep in 1948 arriveerde met het schip HMT Empire Windrush. Men eert hiermee de slachtoffers van het Windrush-schandaal.
- Suffragette line (voorheen Gospel Oak to Barking Line/GOBLIN): verwijst naar de Suffragettes, met name in de arbeidersklasse, in het East End, en eindigt in Barking, woonplaats van de suffragette Annie Huggett die aldaar op 103-jarige leeftijd overleed.

Enerzijds wordt hiermee beoogd de herkenbaarheid te vergroten, anderzijds wordt verwezen naar de historie van de door die lijnen bediende delen van Londen. Van een deel van de betrokken lijnen, zoals East London Line, North London Line en GOBLIN, werden namen vervangen die al tientallen jaren zeer bekend en ingeburgerd waren bij het reizend publiek.

## Materieel

### Overzicht
| Klasse                       | Afbeelding | Type                 | Max. snelheid | Max. snelheid | Aantal | Rijtuigbakken per treinstel | Stoelindeling | Zitplaatsen | Routes                                                                                | Bouwjaar  |
| Klasse                       | Afbeelding | Type                 | mph           | km/h          | Aantal | Rijtuigbakken per treinstel | Stoelindeling | Zitplaatsen | Routes                                                                                | Bouwjaar  |
| ---------------------------- | ---------- | -------------------- | ------------- | ------------- | ------ | --------------------------- | ------------- | ----------- | ------------------------------------------------------------------------------------- | --------- |
| Class 172 Turbostar tot 2019 |            | dieseltreinstel      | 75            | 120           | 8      | 2                           | 2+2           | ?           | Gospel Oak to Barking Line tot 2019                                                   | 2010-2011 |
| Class 378 Capitalstar        |            | elektrisch treinstel | 75            | 120           | 57     | 5                           | langsbanken   | ?           | East London Line South London Line North London Line West London Line Watford DC Line | 2007-2010 |
| Class 315                    |            | elektrisch treinstel | 75            | 121           | 17     | 4                           | 3+2           | 318         | Seven Sisters Line Chingford Line                                                     | 1980-1981 |
| Class 317                    |            | elektrisch treinstel | 100           | 160           | 15     | 4                           | 3+2           | ?           | Seven Sisters Line Chingford Line                                                     | 1981-1982 |
| Class 321                    |            | elektrisch treinstel | 100           | 160           | 2      | 4                           | 3+2           | ?           | Romford to Upminster Line                                                             | 1989-1990 |

### Huisstijl
De huisstijl van de treinstellen is die van Transport for London, net als bij de London Underground. De wagons zijn blauw onder en wit boven met oranje deuren (goed herkenbaar voor slechtzienden). De treinen hebben een gele voorkant, die verplicht is voor treinen in het Verenigd Koninkrijk, maar niet voor metrotreinen.

### Class 172
De dieseltreinstellen Class 172 blijven in dienst tot de elektrificatie van de spoorlijn Gospel Oak - Barking in 2018.

### Class 378
De treinstellen Class 378 zijn in 2014-2015 met een rijtuigbak verlengd tot vijfwagentreinen. Bij perrons die daarvoor (nog) niet lang genoeg zijn worden de deuren van de achterste rijtuigbak gesloten gehouden. Om reizigers hierop te wijzen is op de kop van de treinen een groot bord met het opschrift "5 Car Train" aangebracht.

### Class 315, 317
Op de in 2015 toegevoegde lijnen blijven 17 vierwagentreinstellen Class 315 en 15 stuks Class 317 uit 1980-1982 nog enkele jaren rijden. Exterieur en interieur worden in de Overground-huisstijl gebracht.

### Class 321
In oktober 2015 werden twee treinstellen Class 321 door London Midland aan London Overground overgedragen voor de korte Romford and Upminster Line.

### Class 710
London Overground heeft vierdelige treinstellen Class 710 besteld van het model Aventra van Bombardier Transportation, een doorontwikkeling van de Electrostar. Van deze 45 treinen, te leveren in 2017-2018, zijn er 31 bestemd voor de drie lijnen vanuit station London Liverpool Street die in 2015 zijn toegevoegd, acht voor de te elektrificeren spoorlijn Gospel Oak - Barking en zes als versterking voor de overige lijnen.